# Prepona hondurensis
Prepona hondurensis är en fjärilsart som beskrevs av Le Moult 1932. Prepona hondurensis ingår i släktet Prepona och familjen praktfjärilar. Inga underarter finns listade i Catalogue of Life.